# Audition (The Fools Who Dream)
"Audition (The Fools Who Dream)" és una cançó de la pel·lícula La La Land (2016). La música de la cançó la va compondre Justin Hurwitz, mentre que les lletres van anar a càrrec de Benj Pasek i Justin Paul. A la pel·lícula, la cançó està interpretada per Emma Stone. Va rebre una nominació a la millor cançó original als Premis Oscar de 2016.

## Inspiració
Justin Hurwitz, el compositor de la cançó, va parlar de la inspiració de la cançó:
| « | (anglès) Probably my favorite song in the movie. Compositionally, I'm more proud of that than any other song. Lyrically, it speaks to me quite a bit as a creative person in L.A. […] And it came from a very pure place. With a lot of the other songs there was a lot of conversation leading up to them. There was a lot of back-and-forth with demos, loosely listening to references to get inspired. For "Audition", I wasn't really listening to anything. I wasn't really trying to sound like anything. I was just composing at the piano, and for that reason, I think the song comes from a very pure place and I felt like I was really composing from a place of emotion. | (català) Probablement la meva cançó preferida de la pel·lícula. Compositivament, n'estic més orgullós que qualsevol altra cançó. Líricament, em parla força com a persona creativa a L.A. […] I provenia d'un lloc molt pur. Amb moltes de les altres cançons, hi va haver molta conversa que les va conduir. Hi havia un munt d'anada i tornada amb demostracions, escoltant vagament referències per inspirar-me. Per a "Audition", realment no escoltava res. Realment no intentava semblar res. Jo només componia al piano i, per aquest motiu, crec que la cançó prové d'un lloc molt pur i em sentia com si composés realment des d'un lloc d'emocions. | » |

## Reconeixements
| Premi                                             | Categoria             | Resultat  | Ref(s) |
| ------------------------------------------------- | --------------------- | --------- | ------ |
| Premis Oscar de 2016                              | Millor cançó original | Nominat   | [ 2 ]  |
| 22è Premis Critics ’Choice                        | Millor cançó          | Nominat   | [ 4 ]  |
| St. Louis Gateway Associació de Crítics de Cinema | Millor cançó          | Guanyador | [ 5 ]  |

## Gràfics
| Gràfic (2017)   | Màxima posició |
| --------------- | -------------- |
| França (SNEP)   | 119            |
| Escòcia (O.C.C. | 99             |